# Donald Barthelme
Donald Barthelme [bartelmi] (7. dubna 1931 – 23. července 1989) byl americký spisovatel, představitel postmoderny.

## Život
Donald Barthelme se narodil ve Philadelphii, ale jeho rodiče se velmi brzy přestěhovali do Houstonu v Texasu.
Po střední škole nastoupil na univerzitu, kde pracoval též jak novinový reportér pro Houston Post. Roku 1953 byl odveden do armády do války v Koreji; jelikož byl podepsán mír, působil zde krátce jako editor armádních novin a poté se vrátil do civilu, kde pokračoval ve studiích až do r. 1957.
V letech 1961–1962 byl ředitelem muzea moderních umění v Houstonu. Později přednášel na několika amerických univerzitách. Roku 1989 zemřel na rakovinu.

## Dílo
Ve svých dílech využívá prvky mnoha stylů (např. surrealismu, pop artu atp.), které vzájemně kombinuje. Dalším pro něj typickým znakem je využívání poměrně širokého spektra literárních útvarů – parodie, pohádky atd. Typickým znakem jeho tvorby je hojné využívání ironie, sarkasmu.
- Vraťte se, dr. Caligari – 1967
- Sněhurka – 1967
- Mrtvý otec – 1975, Argo – 2010
- Ráj – 1986
- Král – 1991, jedná se o humorný román pojednávající o králi Artušovi, děj je zasazen do druhé světové války
- Padesát povídek – 1999